# Elezioni parlamentari in Suriname del 2025
Le elezioni parlamentari in Suriname del 2025 si sono tenute il 25 maggio per il rinnovo dell'Assemblea nazionale, il parlamento del paese.
Esse hanno visto la vittoria del Partito Democratico Nazionale (NDP) che, avendo ottenuto ben 18 seggi a discapito del precedente partito politico al governo — il Partito Riformatore Progressista (VHP) giunto secondo quasi a pari merito con 17 seggi — e delle altre formazioni politiche a suo supporto, ha così potuto formare, insieme ad altri partiti politici minori un nuovo esecutivo.

## Sistema elettorale
Per le elezioni parlamentari, la legge elettorale surinamense prevede l’applicazione di un sistema proporzionale a lista chiusa di partito puro, ossia senza soglia di sbarramento, con i deputati eletti, in base ad un emendamento alla legislazione (volto ad accogliere un rilievo di incostituzionalità del 2022 sui dieci collegi plurinominali precedentemente utilizzati), all’interno di un collegio unico nazionale.
In seguito, i voti e le preferenze sono tradotti in seggi secondo il metodo D'Hondt.
Infine, sebbene non direttamente eletta con questa tornata, i risultati delle elezioni parlamentari sono rilevanti anche per la Presidenza, ossia il vertice dell’apparato governativo, poiché essa è eletta in base alla futura composizione politica dell’Assemblea (ex Art. 74, § (a) e 91 Cost.), secondo gli schemi di una Repubblica parlamentare mista.

## Risultati
| Partito Democratico Nazionale (NDP)                        | 93 459  | 34,18 | 18 |  |  |  |
| Partito Riformatore Progressista (VHP)                     | 86 912  | 31,78 | 17 |  |  |  |
| Partito Generale della Liberazione e dello Sviluppo (ABOP) | 31 798  | 11,63 | 6  |  |  |  |
| Partito Nazionale del Suriname (NPS)                       | 31 215  | 11,42 | 6  |  |  |  |
| Pertjajah Luhur (PL)                                       | 10 300  | 3,77  | 2  |  |  |  |
| Alternativa 2020 (A20)                                     | 7 461   | 2,73  | 1  |  |  |  |
| Fratellanza ed Unità nella Politica (BEP)                  | 7 128   | 2,61  | 1  |  |  |  |
| Altri (<0,60%)                                             | 5 171   | 1,89  | —  |  |  |  |
| Totale                                                     | 273 444 | 100   | 51 |  |  |  |
|                                                            |         |       |    |  |  |  |
| Voti non validi                                            | 3 961   | 1,43  |    |  |  |  |
| Votanti                                                    | 277 405 | 69,36 |    |  |  |  |
| Elettori                                                   | 399 932 |       |    |  |  |  |